# Sowetskaja Rossija
Die Sowetskaja Rossija (russisch Советская Россия, deutsch: „Sowjetrussland“) ist eine russische Tageszeitung, die 1956 gegründet wurde.
Bis April 1966 war sie das Organ des Büros des ZK der KPdSU für die RSFSR und des Ministerrates der RSFSR, danach die Zeitung des ZK der KPdSU, seit 1. Januar 1974 Organ des ZK der KPdSU, des Obersten Sowjets und des Ministerrates der RSFSR.
1990 gab der Ministerrat der RSFSR seine eigene Zeitung Rossijskije westi (Российские вести) heraus und der Oberste Sowjet der RSFSR gründete die Russländische Zeitung (Российская газета). Dadurch wurde Sowetskaja Rossija zu einer reinen Parteizeitung.
Der Chefredakteur Tschikin (seit 1986) wandelte die Zeitung 1990–91 zu einem Oppositionsblatt gegen die Staatsführung. Im Blatt wurden sowohl zahlreiche regierungskritische Artikel als auch Manifeste (wie Ein Wort an das Volk) der national-kommunistischen Opposition veröffentlicht. Zurzeit bezeichnet sich das Blatt als unabhängige Volkszeitung.